# Johan Zacharias Blackstadius

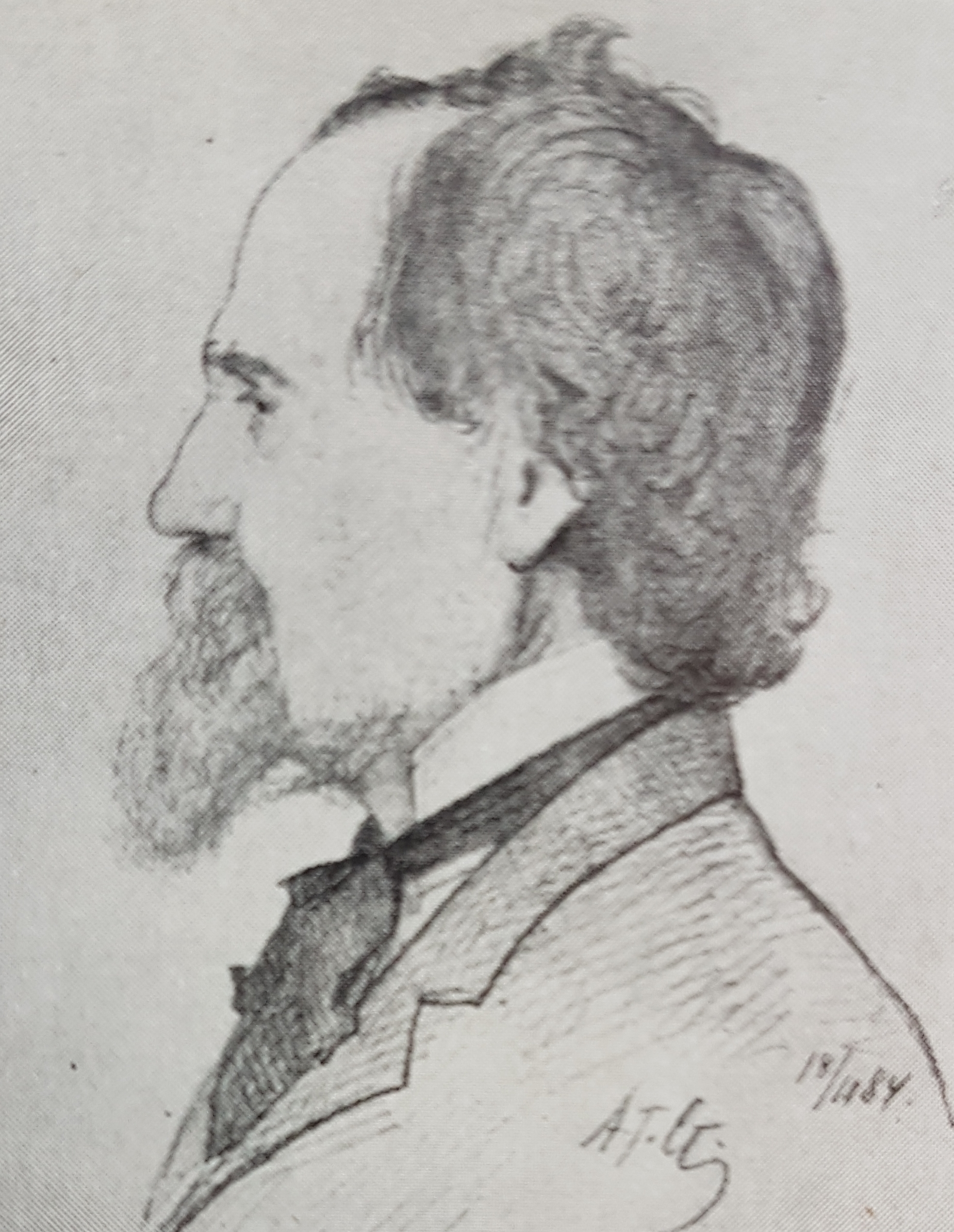
Teckning av Johan Zacharias Blackstadius utförd av Albert Theodor Gellerstedt.

Johan Zacharias Blackstadius, född den 14 mars 1816 i Falkenberg i Halland, död den 25 februari 1898 i Stockholm, var en svensk målare och grafiker samt lärare vid Tekniska skolan (Konstfack) i Stockholm. Han var restaurator och restaurerade medeltida kalkmålningar i kyrkor. Förutom altartavlor och porträtt var han historiemålare och utförde målningar med motiv ur nordisk folktro och historiska motiv. Han var yngre bror till bryggaren Lars Fredrik Blackstadius.

## Biografi

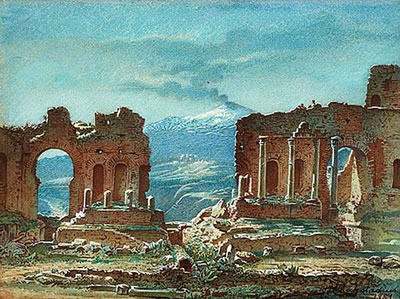
Ruinerna vid Teatro Greco i Taormina på Sicilien i Italien. Oljemålning av Johan Blackstadius (1854).

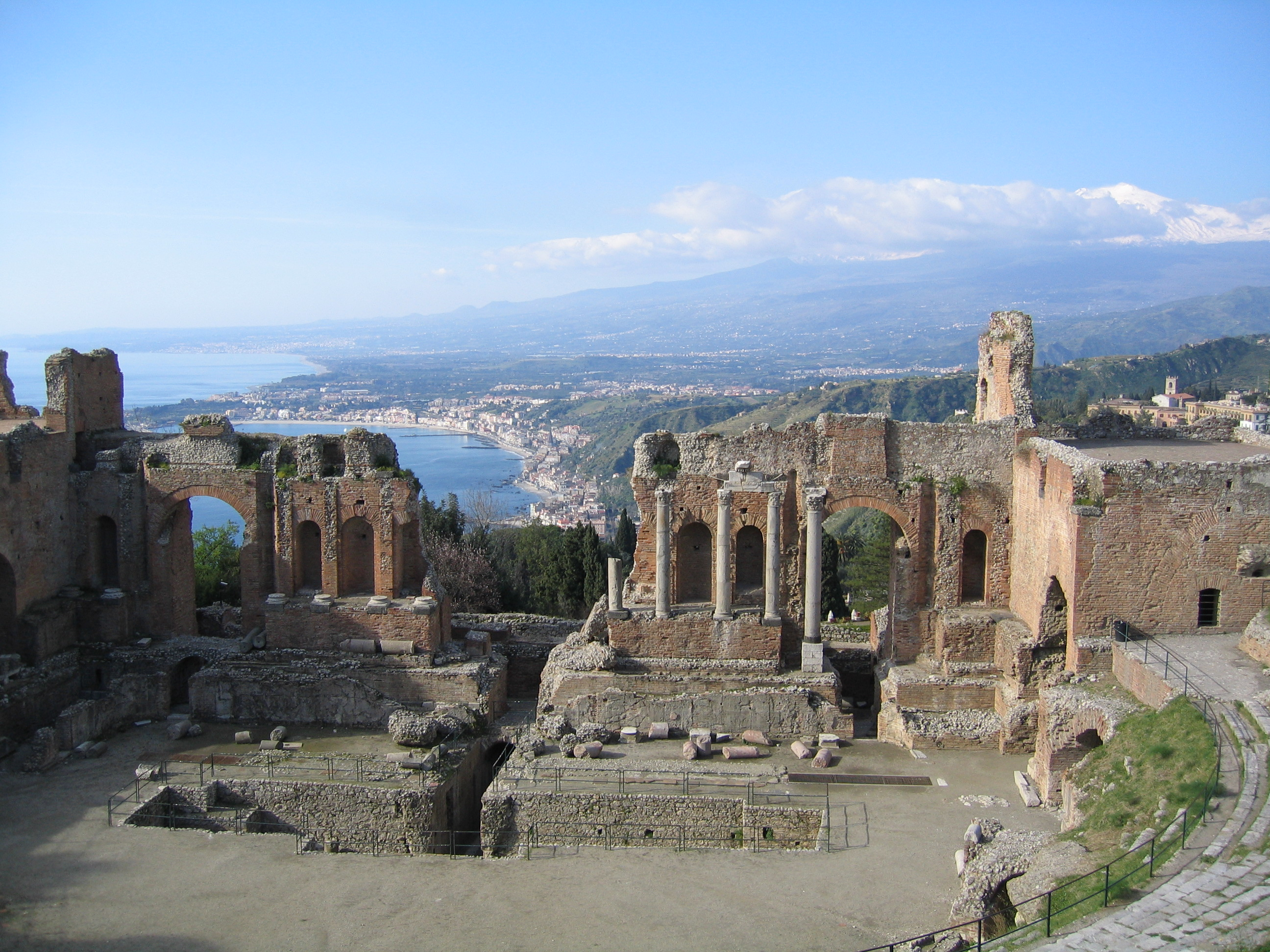
Ruinerna vid Teatro Greco i Taormina på Sicilien i Italien såsom de ser ut idag.

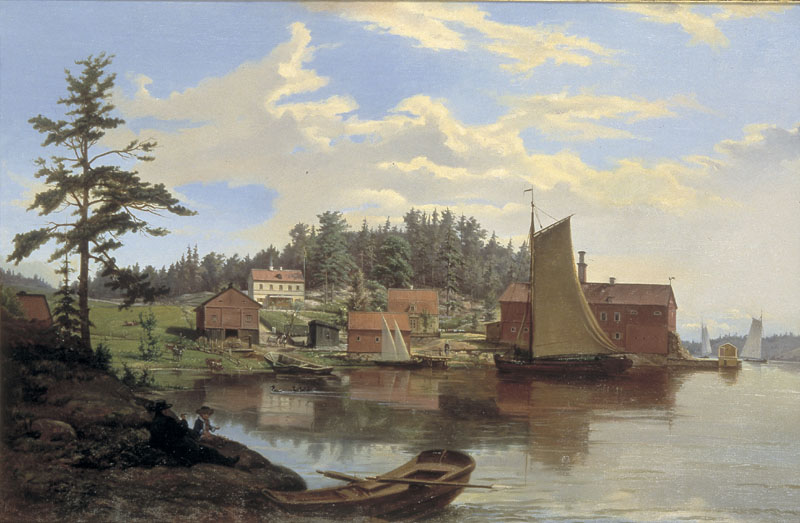
Vue af Äppelviken med Äppelvikens gård och Äppelvikshamnen i Bromma (1856) som den såg ut i mitten av 1800-talet. Äppelvikens gård är det vita huset till vänster. Stora Sjövillan är det röda huset som syns till höger.
Oljemålningen är målad av Johan Zacharias Blackstadius och finns i Stockholms stadsmuseum.

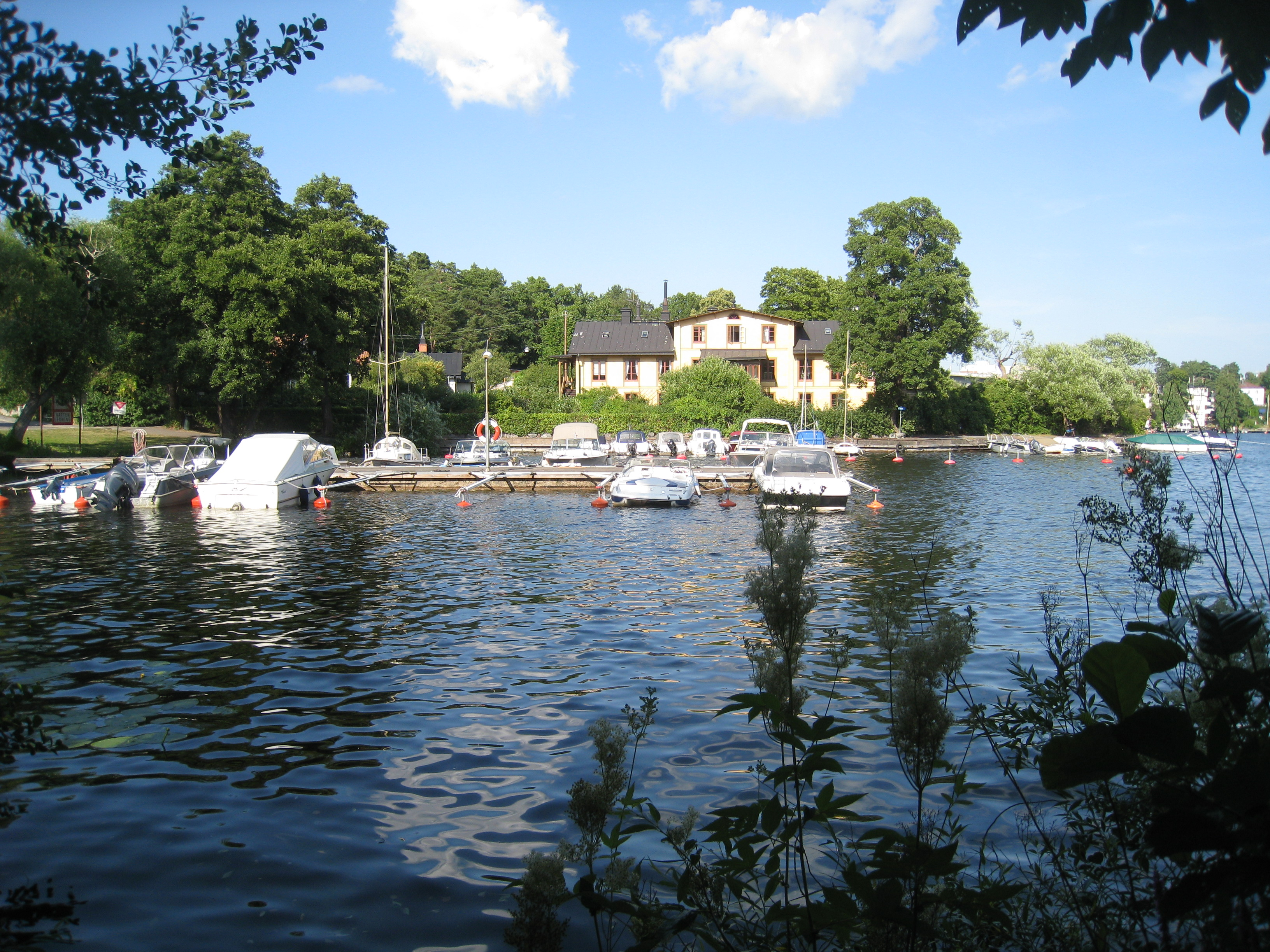
Vy över Äppelviken med Stora Sjövillan i fonden, vy från Borgberget mot norr, foto från 2013. Bebyggelsen tillhör numera Mälarstrandens sommarbebyggelse.

Johan Blackstadius tillhörde en gammal prästsläkt. Stamfadern var Laurentius Nicolai Blackstadius (1590-1640), född i Blacksta socken i Södermanland. Stamfadern var först konrektor i Västerås skola, nuvarande Rudbeckianska gymnasiet, och sedan kyrkoherde i Stora Kopparbergs församling, där han tjänstgjorde 1625-1640. En bror till Johan Zacharias Blackstadius var bryggaren Lars Fredrik Blackstadius, som flyttade till Äppelvikens gård i Bromma med sin familj, hustru och samt två söner och fyra döttrar, och där han så småningom även började tillverka brännvin. Johan Zacharias Blackstadius själv förblev ogift. De båda bröderna ligger begravda på Norra begravningsplatsen i Solna kommun i Stockholms län.

### Utbildning
Blackstadius var son till sjökaptenen Adolf Fredrik Blackstadius och Anna Fredrika Stenbäck. När han fyllt åtta år fick han följa med fadern på dennes sjöresor åren 1823-1829. Medan skeppet låg i hamn för lossning och lastning sattes Johan i land på privat skola och fick undervisning. Då han återkom till Sverige 1829 upptogs han av litografen Karl Fredrik Natanael Schultén (1797-1868) i Stockholm. Schultén var moderns halvbror och han undervisade honom i litograferingskonsten och lärde honom rita och skriva på sten. Samtidigt studerade han på Akademien för de fria konsterna (Konstakademien).
Efter åtskilliga resor i Sverige begav han sig 1844 till Finland, där han stannade i fem år till 1849 och utövade sitt yrke och målade porträtt och altartavlor. Tack vare en del inkomster från sina arbeten företog han 1850-1854 en studieresa i Tyskland, Schweiz, Italien och i Frankrike. Under några månader fick han undervisning hos Thomas Coutures ateljé i Paris i Frankrike, besökte sedan Florens, Rom och Neapel i Italien, varefter han återvände via Schweiz och Tyskland till Sverige 1854. I hemlandet sysselsatte han sig med målning av altartavlor och restaurering av fresker i några landsortskyrkor. 

### Lärare vid Konstakademien
År 1858 blev Johan Blackstadius agré vid Akademien för de fria konsterna (Konstakademien). Under åren 1860-1881 var han lärare i figurteckning och målning vid Slöjdföreningens skola i Stockholm från den 8 september 1860 (från 1879 hette skolan Tekniska skolan i Stockholm och skolan blev senare Konstfackskolan), där han senare blev överlärare. Som lärare erhöll han rätt till pension genom Kungligt brev  den 13 maj 1881 samt avsked den 20 juni 1881.  Åren 1888-1889 var det dags för nya utlandsresor. Den här gången besökte han England, Skottland, Spanien och Italien.

## Konstnärskap

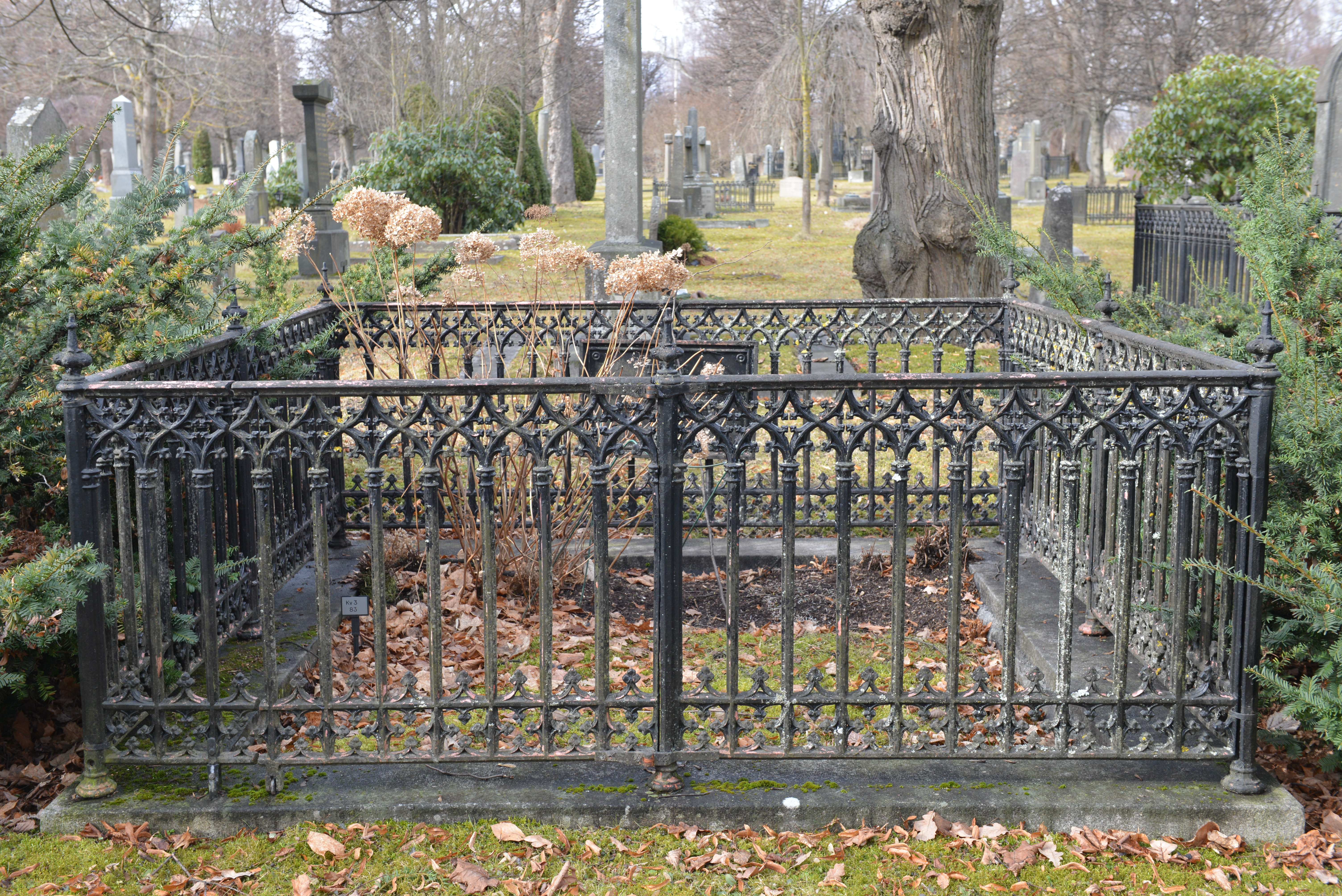
Blackstadius familjegrav på Norra begravningsplatsen med Johan Zacharias Blackstadius (1816-1898) gravvård. Här ligger även brodern Lars Fredrik Blackstadius (1814-1881) med hustrun Sofie Berg (1829-1909) och änkefru Lovisa Charlotta Berg, död 1887, svärmor till Lars Fredrik Blackstadius.

Som målare utförde Blackstadius altartavlor i Sverige och Finland, porträtt, historiska och bibliska scener samt plafonder. Exempelvis har han målat Två bondflickor i folkdräkt, vilka lyssnar på näckens spel invid ett vattenfall. (1866). På Nordiska museet i Stockholm finns oljemålningen Sankt Sigfrid döper allmoge i Småland. För denna historiemålning fick Blackstadius utmärkelsen "mention honorable" vid Skandinaviska konstexpositionen 1866 (Stockholmsutställningen 1866). Vid en jubileumsutställning på Konstakademien 1935 var han representerad med två verk.
Blackstadius verkade även som restaurator av medeltida kalkmålningar i svenska landskyrkor, till exempel i Västeråkers kyrka i Västeråkers församling i Uppsala län i Uppland, 1870. Hans restaureringar vann mycket erkännande av samtiden. Restaureringarna utfördes efter principer, som numera inte godtas. Angående restaureringen av Västeråker finns följande anteckning av Fritz von Dardel: "De gamla målningarna, vilka voro nästan utplånade, hava blivit fullständigt återställda i 14:e århundradets naiva stil."
Johan Zacharias Blackstadius tillhörde en grupp konstnärer som samlades kring Karl XV. Inom denna krets gjorde han sig bemärkt som en "kvick och okonstlad" talare.
Som grafiker har Johan Blackstadius bland annat gjort litografier till Esaias Tegnérs diktverk Frithiofs saga (1839). Diktverket Frithiofs saga publicerades första gången i bokform våren 1825. Redan på 1820-talet utförde målaren, grafikern och tecknaren Anders Lundquist (1803-1853) handkolorerade etsningar till diktverket. En annan utgåva av Frithiofs saga illustrerades 1876 av konstnären August Malmström (1829-1901).
På 1870-talet medverkade Blackstadius med både bilder och text i Ny Illustrerad Tidning, som var en veckotidning som gavs ut på lördagar under åren 1865-1900. Många av landets mera framstående skriftställare och konstnärer var knutna till tidningen, som hade en kulturell profil.

## Representerad
Verk av Blackstadius finns på följande museer
- Stockholms stadsmuseum, Stockholm
- Nationalmuseum[16], Stockholm
- Nordiska museet[17], Stockholm
- Göteborgs konstmuseum[18], Göteborg
- Falkenbergs hembygdsmuseum, Falkenberg.
- Livrustkammaren[19]
- Uppsala universitetsbibliotek[20]488|utgivare=Norrköpings konstmuseum|datum=2000 ;|hämtdatum=2020-03-26|isbn=91-88244-22-9|oclc=186037488|efternamn=Norrkö
- Norrköpings konstmuseum [21]

I Nationell ArkivDatabas finns Blackstadius representerad i:
1. Svenskt Biografiskt Lexikon
2. Arkiv, från 1875, Johan Zacharias Blackstadius förvaras på Landsarkivet i Visby
3. Brevskrivarregister, förvaras på Kungliga Biblioteket, brev till Broder Conrad, 1887-1888
4. Serie, Johan Zacharias Blackstadius handlingar förvaras på Landsarkivet i Visby
5. Volym, från 1875, Johan Zacharias Blackstadius arkiv, 173:1. Skissblock 1875 från vistelse på Gotska Sandön, norra Gotland och i Visby, med akvareller, blyertsteckningar och dagboksnotiser. Sid 2-107 och sista uppslaget. Förvaras på Landsarkivet i Visby.

## Verk i svenska kyrkor
- Förlösa kyrka, Småland: Altaruppställning (altare med altarprpydnad med omgivande arkitektonisk uppbyggnad) i nygotik med altartavla skapad 1860 av Johan Zacharias Blackstadius. Motivet är Kristus och kvinnorna vid graven.
- Nykils kyrka, Östergötland: Ommålning av altartavla, originalmålning förmodligen av Lars Bolander (1731-1795). Under 1800-talet gjorde konstnären Johan Zacharias Blackstadius en ommålning av altartavlan. Altartavlan restaurerades 1955 till ursprungligt utseende. Kyrkans nuvarande altare med altaruppsatsen i gustaviansk stil med altartavla som föreställer Kristus i Getsemane och är, såsom ovan nämnts, möjligen målad av Lars Bolander, som var en djur-, blomster- och dekorationsmålare och elev till Johan Pasch.
- Västeråkers kyrka, Uppland: Restaurering av medeltida kalkmålningar 1870. Han förstärkte konturerna och gjorde kompletteringar med tanke på målningarnas helhetsverkan.
- Sankt Laurentii kyrka, Falkenberg, Halland: Altartavla, skänkt av konstnären till hans födelseförsamling 1885, 1892 överförd till den nya kyrkan (Falkenbergs kyrka), där den är placerad till höger i koret. Motiv: Jesus på korset med aposteln Johannes och kvinnorna sörjande vid korsets fot.[23]
- Falkenbergs kyrka, Halland. Altartavlan (se ovan) målad av Blackstadius på 1880-talet överfördes till Falkenbergs kyrka 1892, där den är placerad till höger i koret. Motiv: Jesus på korset med aposteln Johannes och kvinnorna sörjande vid korsets fot. När den nya kyrkan byggdes 1892, övergavs S:t Laurentii som då varit huvudkyrka i över 500 år.
- Alunda kyrka, Uppland. Altartavla i altarrummet (koret) från 1862 med ramverk snidat av bildhuggaren Fredrik Smedberg.
- Vadensjö kyrka, Skåne. Altartavla målad 1879. Föreställer Jesus välsignar barnen. Tavlan kostade 3200 kronor.
- Motala kyrka, Östergötland: Oljemålning från 1856 föreställande Kristi uppståndelse ur graven, skänkt av änkefru D. Duberg, född Bromander. Altaruppsatsen i Motala kyrka ersattes 1856 med oljemålningen  av Johan Zacharias Blackstadius åskådliggörande Jesu uppståndelse ur graven. År 1774 var den nya kyrkan i stort sett färdig, som altartavla tjänstgjorde den gamla altaruppsatsen från 1724 ända till 1856, då man fick en oljemålning av J.Z. Blackstadius (1816-1898), som föreställer Jesu uppståndelse ur graven. År 1952–1953 restaurerades kyrkan under ledning av arkitekt Kurt von Schmalensee, varvid en del av Lindegrens ingrepp återställdes. Mellan koret och långhuset uppfördes en murad valvbåge, motsvarande äldre tiders triumfbåge. Den tidigare altartavlan målad av Blackstadius flyttades ned i långhuset, fondväggens blåa draperier togs fram under flera lager övermålningar och altaruppsatsen från gamla kyrkan återfick sin plats i koret. Blackstadius altartavla ersattes således av de målade blåa draperierna på fondväggen som togs fram under flera övermålningar.
- Sofia Magdalena kyrka Askersund, Närke: Oljemålning från 1868 föreställande Kristi Förklaring kopia av Rafaels konstverk i Vatikanen. Nuvarande altaruppsats, altarring och predikstol tillverkdes 1868 av Johan Zacharias Blackstadius.

## Bildgalleri, altartavlor och altaruppställningar

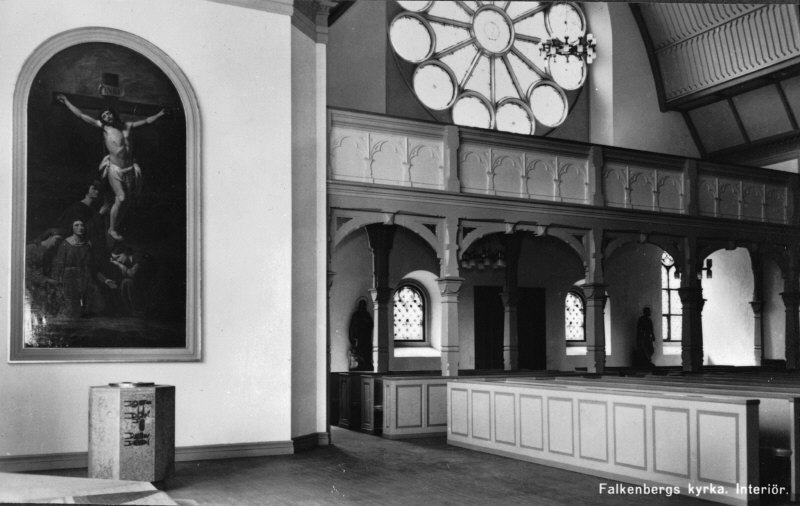
Altartavlan i Falkenbergs kyrka hänger längst till höger i koret och motivet föreställer Jesus på korset med aposteln Johannes och kvinnorna sörjande vid korsets fot. Den är målad av Blackstadius på 1880-talet och hängde ursprungligen i Sankt Laurentii kyrka, Falkenbergs gamla kyrka.
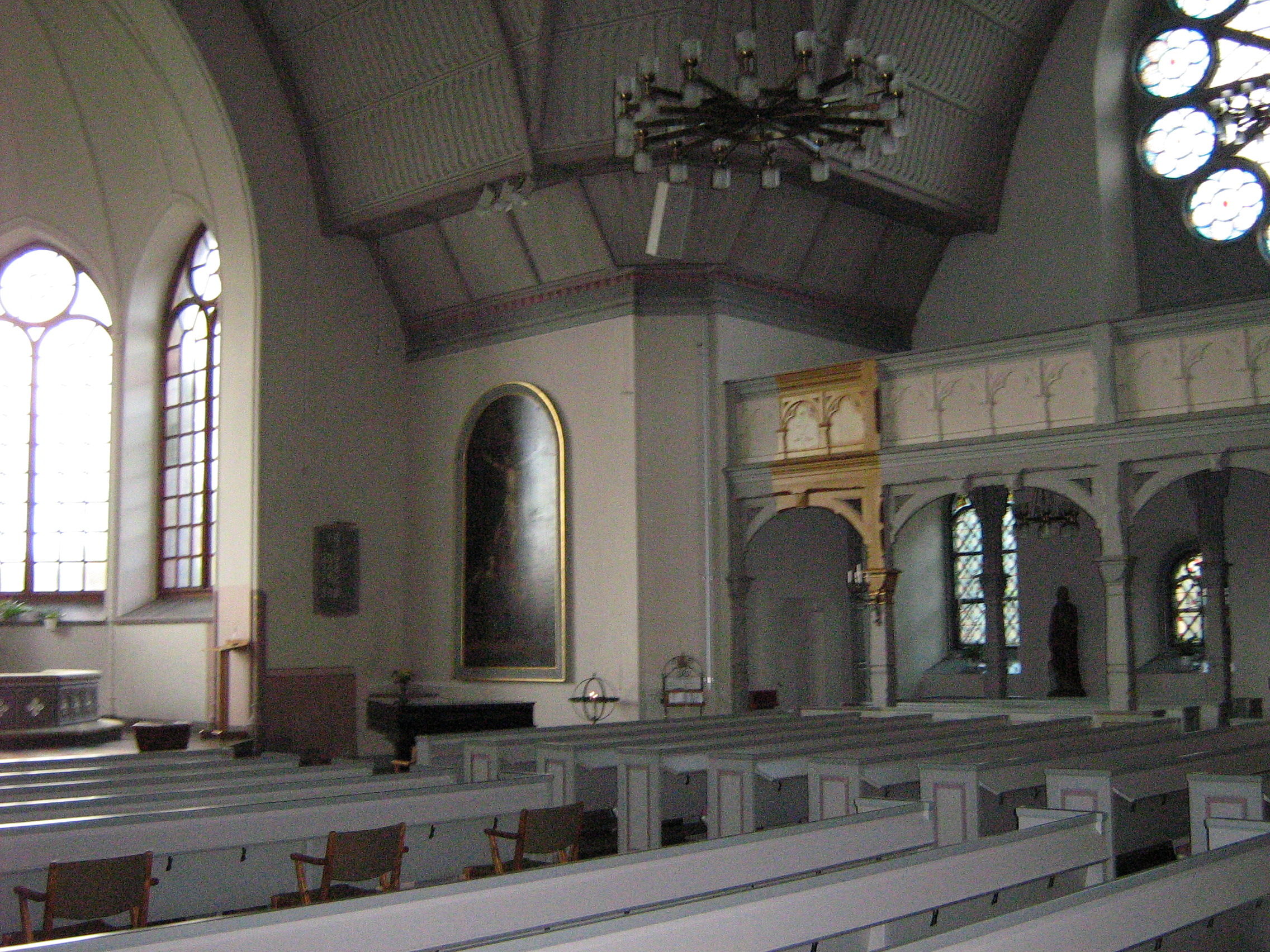
I interiören till vänster på bilden syns Johan Zacharias Blackstadius altartavla i Falkenbergs kyrka från sydöst. Altartavlan överfördes från Sankt Laurentii kyrka, Falkenberg (gamla kyrkan) till Falkenbergs kyrka.
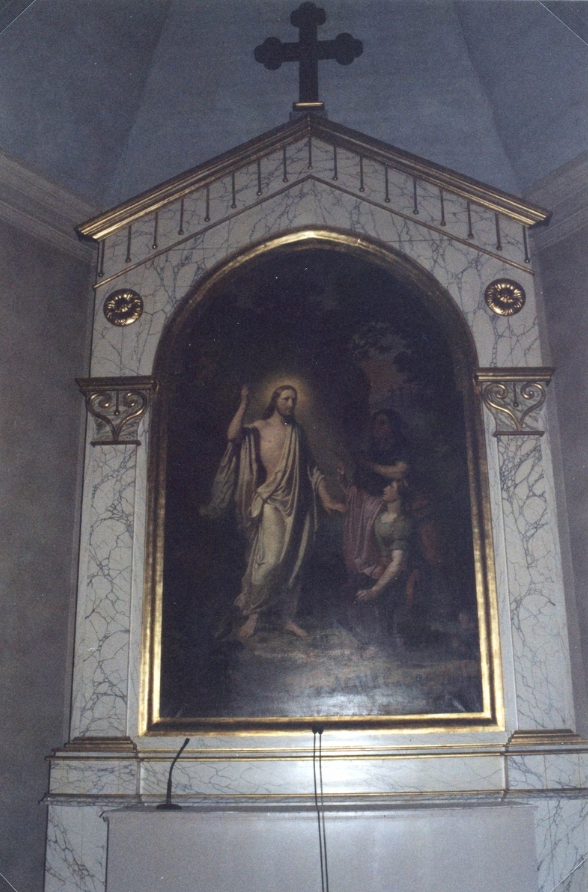
Förlösa kyrka, Småland. Johan Zacharias Blackstadius skapade 1860 både altaruppställningen i nygotik och altartavlan med motivet Kristus och kvinnorna vid graven.
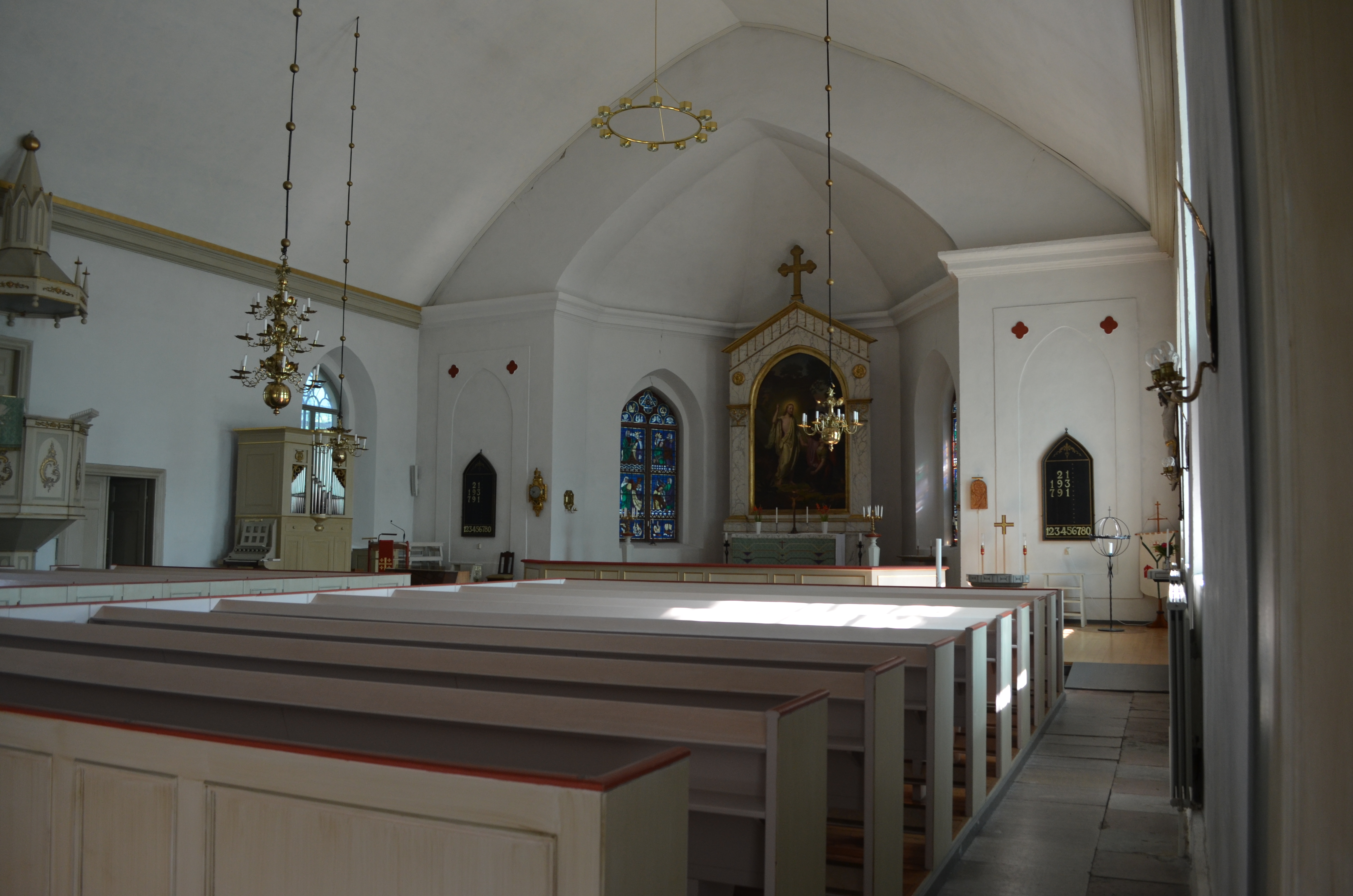
Förlösa kyrka. Småland. Bilden visar kyrkorummet i kyrkan med placeringen av Blackstadius altartavla Kristus och kvinnorna vid graven i fonden.
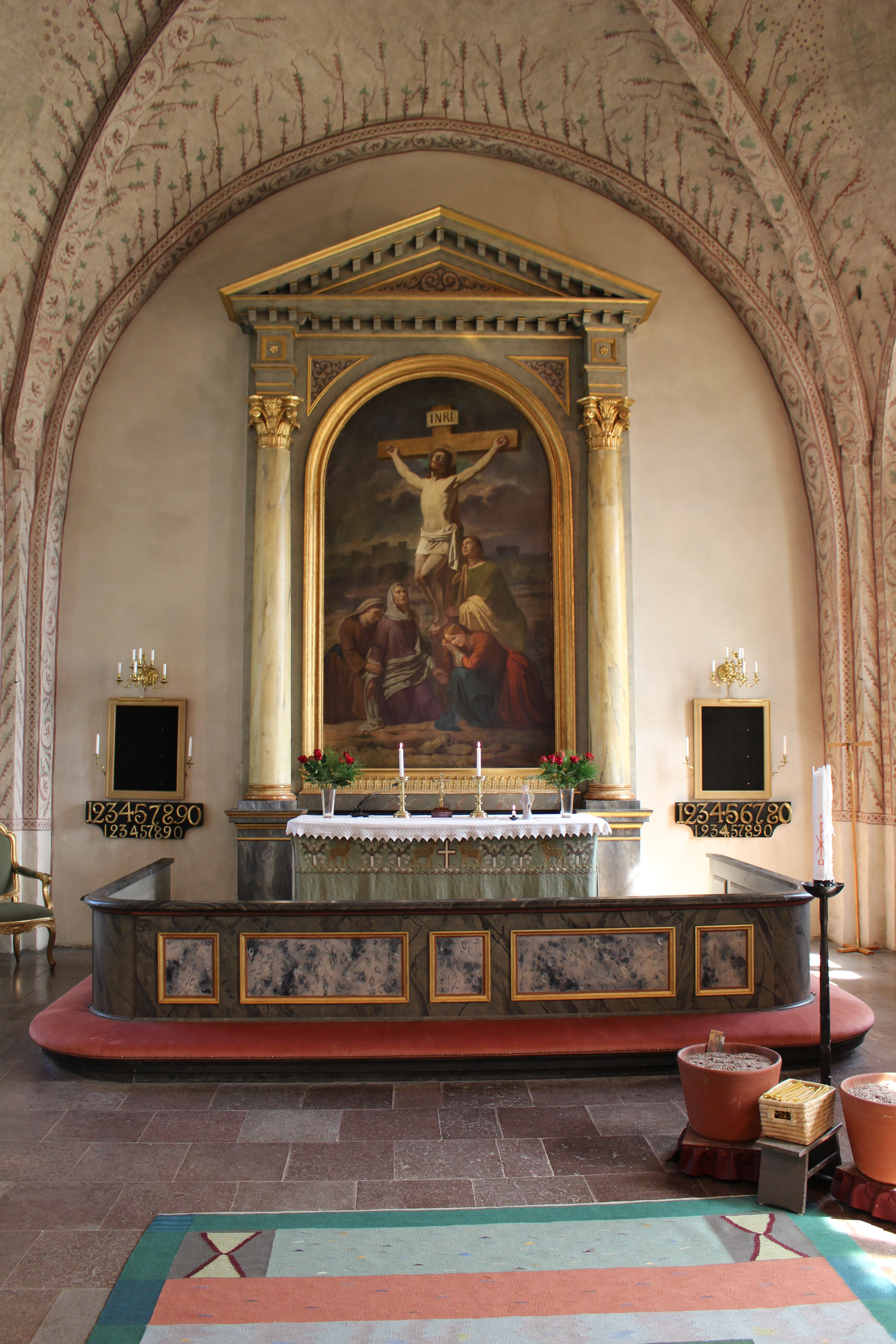
Alunda kyrka, Uppland. Bilden visar kor och altare med altartavlan, som målades 1862 av Blackstadius. Det snidade ramverket är utfört av bildhuggaren Fredrik Smedberg. I korvalven finns medeltida kalkmålningar.
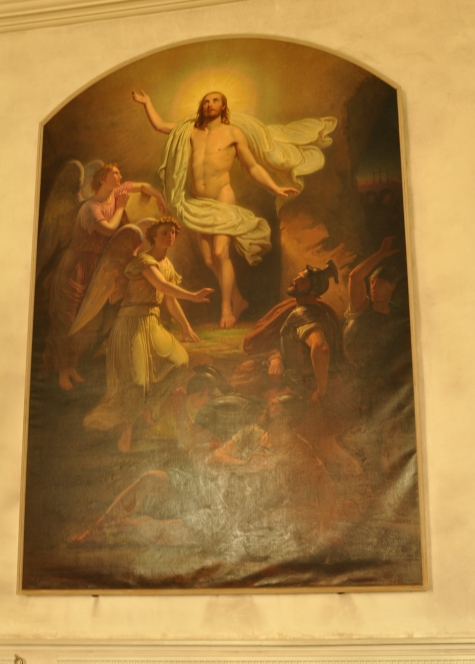
Motala kyrka, Östergötland. Kristi uppståndelse ur graven målad 1856, den tidigare altartavlan i Motala kyrka, flyttades vid restaureringen av kyrkan 1952-1953 ner till kyrkans långhus.

## Bildgalleri

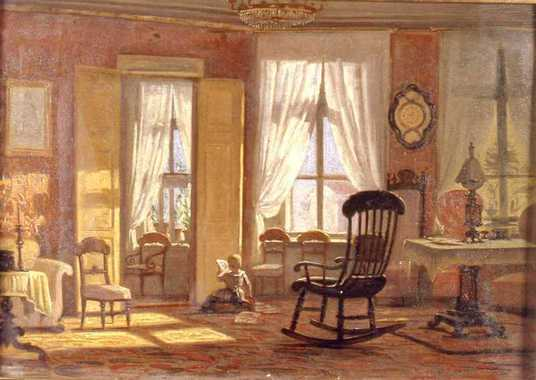
Interiör, salong med läsande flicka, oljemålning 1850.
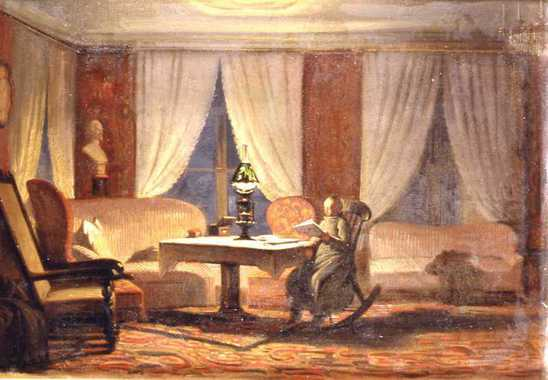
Salongsinteriör, dam i gungstol, brinnande lampa på bordet, oljemålning 1850.
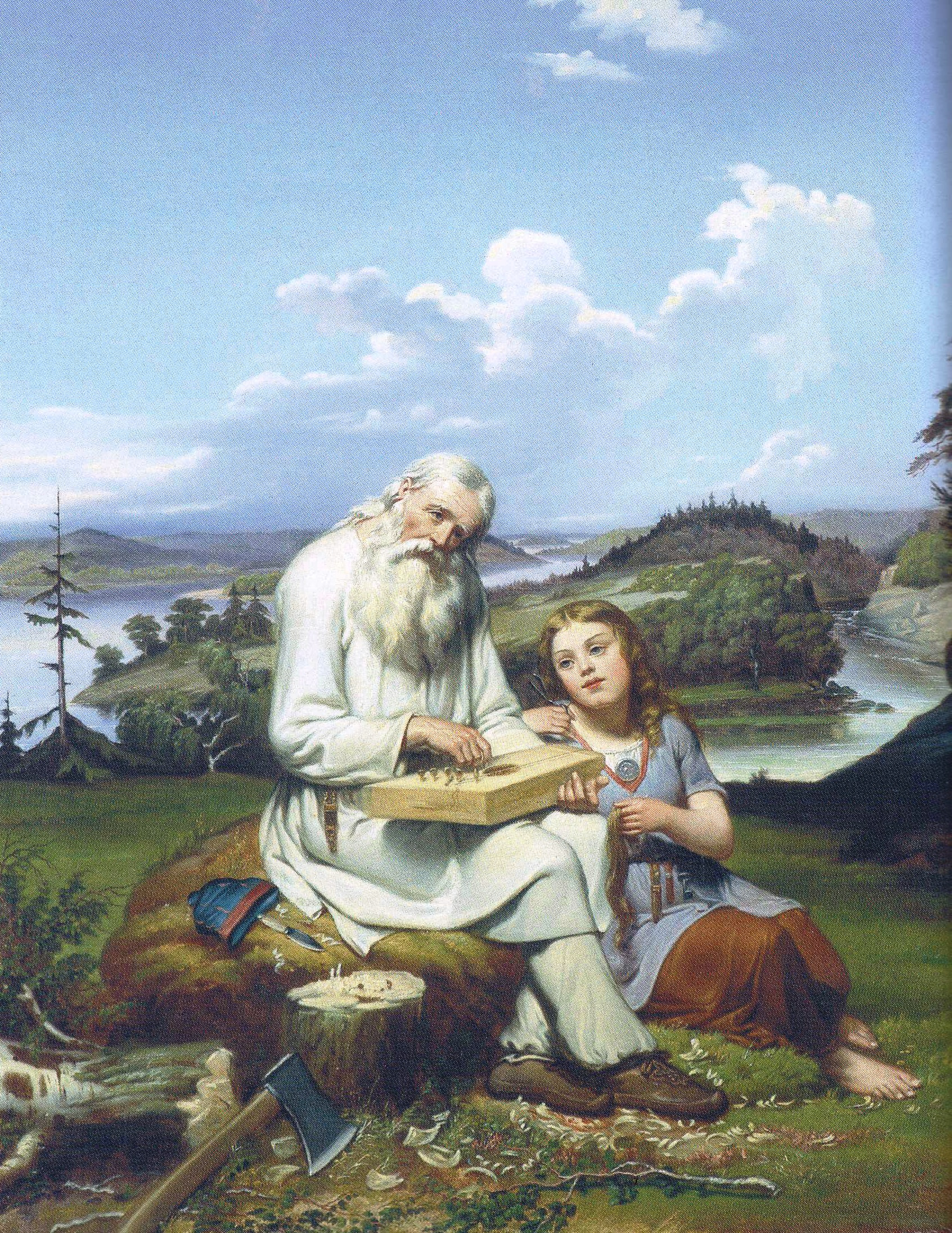
Väinämöinen, i finsk mytologi den viktigaste hjälten i Kalevala, spelar kantele, ett knäppinstrument, en cittra som har fem till sexton strängar. Oljemålning 1851. Stiftelsen Kalevalasällskapet (finska: Kalevalaseura), Helsingfors.
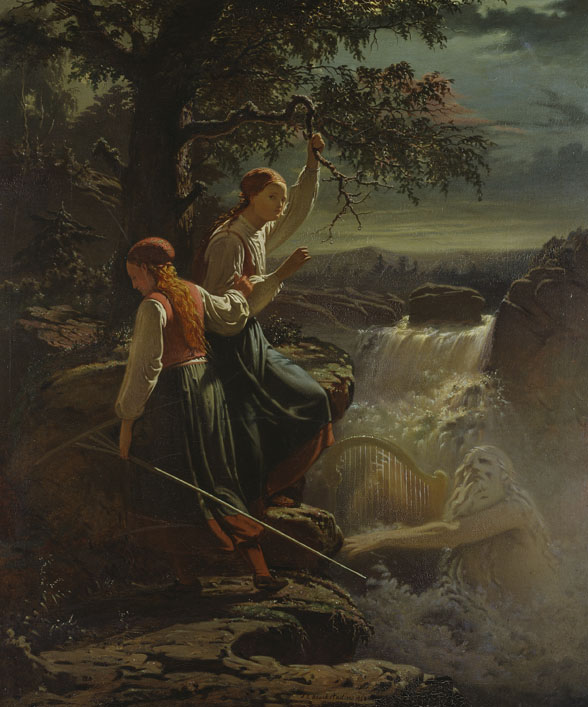
Två bondflickor som lyssnar till Strömkarlens spel. Oljemålning på Nationalmuseum, Stockholm.